# Duminda Jayakody
Duminda Jayakody (singhalesisch: දුමින්ද ජයකොඩි; tamil: துமிந்த ஜயக்கொடி) (* 23. April 1971) ist ein sri-lankischer Badmintonspieler. 

## Karriere
Duminda Jayakody gewann in seiner Heimat mehr als zehn nationale Titel bei den nationalen Meisterschaften. Bei den Südasienspielen 2004 gewann er sowohl Bronze im Herrendoppel als auch mit dem Herrenteam. 2006 steigerte er sich in beiden Disziplinen auf den Silberrang. 1989, 1995 und 1999 nahm er an den Badminton-Weltmeisterschaften teil.

## Sportliche Erfolge
| Saison | Veranstaltung               | Disziplin    | Platz | Name                                     |
| ------ | --------------------------- | ------------ | ----- | ---------------------------------------- |
| 1989   | Weltmeisterschaft           | Herrendoppel | 33    | Niroshan Wijekoon / Duminda Jayakody     |
| 1994   | Sri-lankische Meisterschaft | Mixed        | 1     | Duminda Jayakody / Kaushalya Dissanayake |
| 1995   | Sri-lankische Meisterschaft | Mixed        | 1     | Duminda Jayakody / Kaushalya Dissanayake |
| 1996   | Sri-lankische Meisterschaft | Mixed        | 1     | Duminda Jayakody / Kaushalya Dissanayake |
| 1999   | Weltmeisterschaft           | Herrendoppel | 33    | Thushara Edirisinghe / Duminda Jayakody  |
| 2004   | Südasienspiele              | Herrendoppel | 3     | Duminda Jayakody / Thushara Edirisinghe  |
| 2004   | Südasienspiele              | Herrenteam   | 3     | Sri Lanka                                |
| 2006   | Südasienspiele              | Herrendoppel | 2     | Duminda Jayakody / Thushara Edirisinghe  |
| 2006   | Südasienspiele              | Herrenteam   | 2     | Sri Lanka                                |

## Referenzen
- Duminda Jayakody beim Badminton-Weltverband

| Personendaten    | Personendaten                   |
| ---------------- | ------------------------------- |
| NAME             | Jayakody, Duminda               |
| KURZBESCHREIBUNG | sri-lankischer Badmintonspieler |
| GEBURTSDATUM     | 23. April 1971                  |